# Neserkauhor
Neserkauhor je bio princ drevnoga Egipta, sin faraona Djedkare Isesija, nazvan po bogu Hor(us)u. Njegova je majka možda bila Meresank IV. Bio je ujak princeze Tisethor. Pokopan je u Abusiru. U Pragu se čuva njegov drveni kip.

## Vanjske poveznice
|  | Zajednički poslužitelj ima još gradiva o temi Neserkauhor |